# Districtul Chiang Dao
Chiang Dao (în thailandeză เชียงดาว) este un district (Amphoe) din provincia Chiang Mai, Thailanda, cu o populație de 87.922 de locuitori și o suprafață de 1.882,1 km².

## Componență
Districtul este subdivizat în seven subdistricte (tambon), care sunt subdivizate în 83 de sate (muban).
| Nr. | Nume              | În thailandeză | Sate | Locuitori |
| --- | ----------------- | -------------- | ---- | --------- |
| 1.  | Chiang Dao        | เชียงดาว        | 16   | 15,194    |
| 2.  | Mueang Na         | เมืองนะ         | 14   | 31,574    |
| 3.  | Mueang Ngai       | เมืองงาย        | 11   | 06,513    |
| 4.  | Mae Na            | แม่นะ           | 13   | 09,782    |
| 5.  | Mueang Khong      | เมืองคอง        | 06   | 04,244    |
| 6.  | Ping Khong        | ปิงโค้ง          | 16   | 11,606    |
| 7.  | Thung Khao Phuang | ทุ่งข้าวพวง       | 07   | 09,009    |